# Viola jooi
Viola jooi är en violväxtart som beskrevs av Victor von Janka. Viola jooi ingår i släktet violer, och familjen violväxter. Inga underarter finns listade i Catalogue of Life.